# Andrzej Rzeszutek
Andrzej Rzeszutek (25 de octubre de 1991) es un deportista polaco que compite en saltos de trampolín. Ganó tres medallas en el Campeonato Europeo de Natación, en los años 2024 y 2025.

## Palmarés internacional
| Campeonato Europeo | Campeonato Europeo | Campeonato Europeo | Campeonato Europeo   |
| Año                | Lugar              | Medalla            | Prueba               |
| ------------------ | ------------------ | ------------------ | -------------------- |
| 2024               | Belgrado (Serbia)  | Medalla de oro     | Trampolín 1 m        |
| 2024               | Belgrado (Serbia)  | Medalla de bronce  | Trampolín 3 m sincro |
| 2025               | Antalya (Turquía)  | Medalla de oro     | Trampolín 3 m        |